# The Journal of the Torrey Botanical Society
The Journal of the Torrey Botanical Society (w publikacjach cytowane także w skrócie jako J. Torrey bot. Soc.) – najstarsze czasopismo botaniczne w obydwu Amerykach. Do 1997 roku wychodziło pod tytułem Bulletin of the Torrey Botanical Club. Publikowane w nim są artykuły z zakresu botaniki i mykologii z wyjątkiem ogrodnictwa. Szczególnie uwzględniane są badania przeprowadzone półkuli zachodniej lub dotyczące roślin i grzybów na tej półkuli. 
Artykuły publikowane są na dwóch licencjach:
- ogólnie dostępne do wykorzystania niekomercyjnego
- z zastrzeżonymi prawami autorskimi[1].

Pełny dostęp do artykułów mają członkowie towarzystwa Torrey po zalogowaniu, dla pozostałych dostęp ograniczony.  
The Journal of the Torrey Botanical Society jest indeksowany przez BIOSIS, CAB Abstracts, Chemical Abstracts, Current Content i Science Citation Index.  
ISSN: 1095-5674.